# ویلیام دی. راسل
ویلیام دی. راسل (انگلیسی: William D. Russell؛ ۳۰ آوریل ۱۹۰۸–۱ آوریل ۱۹۶۸) کارگردان فیلم اهل ایالات متحده آمریکا بود.
از فیلم‌ها یا مجموعه‌های تلویزیونی که وی در آن‌ها نقش داشته است، می‌توان به امور خانوادگی اشاره نمود.